# Actividad extraescolar

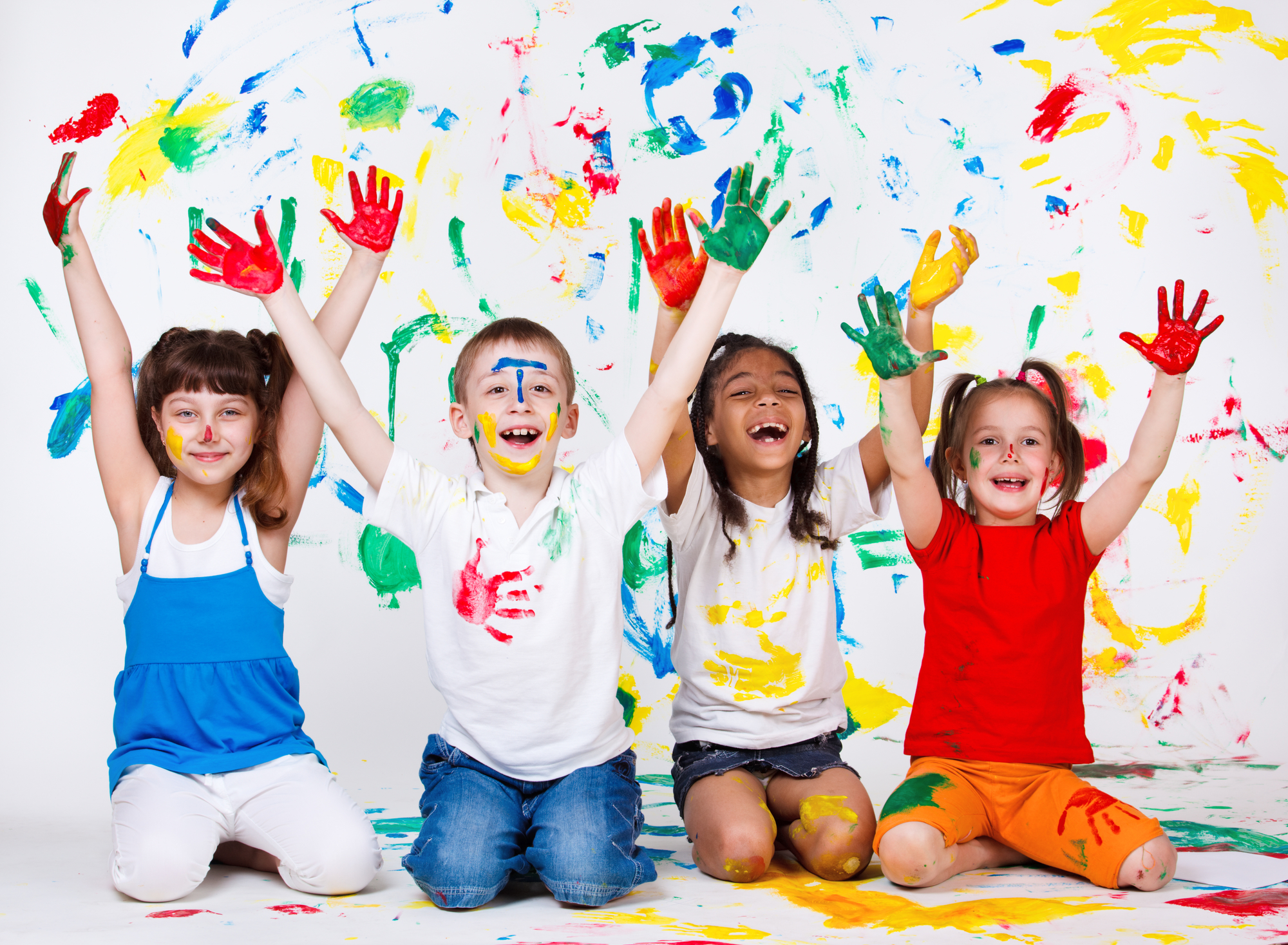
Entre las actividades extraescolares más utilizadas, se encuentran las clases de arte y manualidades como forma de socialización.

Extraescolar es un concepto utilizado en contextos educativos que se refiere a todo lo que se realiza fuera del entorno escolar pero tiene que ver con la educación, y por otro a las actividades extraescolares programadas por la propia institución educativa (por ejemplo excursiones, visitas a museos, asistencia o representación de obras teatrales, entre otras.), que es lo que se realiza fuera del horario o lugar académico, pero que sirve para la enseñanza-aprendizaje, de una forma más creativa y práctica, y diferente a lo rutinario.
No dependientes de la institución educativa son las actividades extraescolares programadas o improvisadas por las familias fuera de la jornada escolar (refuerzo educativo en clases particulares o en academias, actividades deportivas, aprendizaje de idiomas).
Dependientes de la institución educativa son los trabajos extraescolares o «tareas».
Un concepto central dentro de lo extraescolar es el de currículo oculto.
Por cierto, conceptos muy ligados al aquí presentado son actividad extracurricular y curso extracurricular, que se refieren a actividades no contempladas específicamente en la currícula de estudios, y a cursos complementarios no integrados a ninguna carrera o ciclo de estudios.
Las actividades extraescolares permiten a los niños desarrollar su ingenio, así como divertirse y aprender más sobre lo que ha aprendido en la escuela.
Pueden ser talleres, juegos, deportes, salidas y excursiones.
Existe una amplia gama de intervenciones extracurriculares que tienen el objeto de satisfacer necesidades educativas y de socialización a través de canales fuera del sistema educativo formal, como en hogares o en la comunidad. Estas incluyen el suministro de bibliotecas, publicaciones en idioma local, instrucción de alfabetización fuera de las escuelas, la distribución de lectores electrónicos («e-readers»), televisión y radio educativa, por solo mencionar algunas.

## Tipos de actividades extraescolares
- Actividades deportivas: futbol, gimnasia rítmica, balonmano, baloncesto, natación, tenis, patinaje, ajedrez, artes marciales.
- Actividades artísticas: teatro, pintura, manualidades, música (véase actividades intelectuales), baile.
- Actividades académicas: lectura, informática, idiomas.
- Actividades intelectuales: ajedrez, música.
- Actividades de campamentos: escultismo